# Йолфуса
Йолфуса (на исландски: Ölfusá) е река в Исландия. Образува се от сливането на реките Хвита и Сог в района на планината Ингоулфсфял северно от град Селфос. Докато при образуването си Йолфуса е буен поток, то при достигането на самия град Селфос тя се стеснява и прекосява полето от застинала лава Тьорсархраун. След това в следващите 25 km до вливането ѝ в Атлантическия океан, тя отново се разширява, за да достигне при устието си впечатляващата ширина от 5 km.
Йолфуса е една от най-пълноводните реки на Исландия. Намира се в южната част на ИсландияСредният ѝ дебит е 423 m³/s като в някои случаи достига дори до 2500 m³/s. При топенето на ледниците през пролетта се създават условия за наводнения. Водосборният басейн на Йолфуса е 5760 km². При топенето на ледниците по реката се създава опасност за наводнения.
Богата е на риба, особено сьомга.
Най-старият мост над реката е построен в Селфос през 1891 г. и е функционирал до 1944 г. Той е заменен с по-нов през 1945 г.

## Външни препрати
- Йолфуса Архив на оригинала от 2016-04-15 в Wayback Machine.